# فلوریان زلر
فلوریان زلر (انگلیسی: Florian Zeller؛ زادهٔ ۲۸ ژوئن ۱۹۷۹) نویسنده، و فیلم‌نامه‌نویس اهل فرانسه است. وی از سال ۲۰۰۲ میلادی تاکنون مشغول فعالیت بوده است. وی همچنین برندهٔ جوایزی همچون جایزه انترالیه و جایزه مولیر شده است. از نمایش‌نامه‌های برجسته زلر می‌توان به نمایش‌نامه «پدر» اشاره داشت.